# Pseudechis guttatus
Pseudechis guttatus är en ormart som beskrevs av De Vis 1905. Pseudechis guttatus ingår i släktet Pseudechis och familjen giftsnokar och underfamiljen havsormar. Inga underarter finns listade i Catalogue of Life.
Denna orm förekommer i Australien i sydöstra Queensland och nordöstra New South Wales. Den lever bland annat i skogar, i klippiga områden med glest fördelad växtlighet, nära vattendrag och i tillfälliga träskmarker. Individerna är vid varmt väder nattaktiva och annars dagaktiva. De gömmer sig ofta under träbitar eller i underjordiska bon som skapades av andra djur. Födan utgörs av små groddjur, kräldjur och däggdjur. Honor lägger ägg.
Beståndet hotas regionalt av intensivt jordbruk. Hela populationen antas vara stor. IUCN listar arten som livskraftig (LC).